# Барбарано Вичентино
Барбара̀но Вичентѝно (на италиански: Barbarano Vicentino; на венециански: Barbaran, Барбаран) е малко градче в Северна Италия, община Барбарано Мосано, провинция Виченца, регион Венето. Разположено е на 151 m надморска височина.